# Wróbel siwogłowy
Wróbel siwogłowy (Passer griseus) – gatunek ptaka z rodziny wróbli (Passeridae). Występuje w Afryce Subsaharyjskiej z wyjątkiem jej południowej części. Południowa granica zasięgu przechodzi przez skrajnie północną Namibię, Botswanę i Zimbabwe. Nie jest zagrożony wyginięciem.
Długość ciała wynosi 14–15 cm, masa ciała 18–43 g. Systematyka gatunku jest sporna, trzy podgatunki z Afryki Wschodniej bywają uznawane za odrębne gatunki. Wróble siwogłowe współcześnie najpowszechniej występują w siedliskach ludzkich, a ich pierwotnym środowiskiem były otwarte zakrzewione tereny i trawiasta sawanna z rzadka porośnięta drzewami. Są to przeważnie towarzyskie ptaki, choć tryb życia różni się w poszczególnych częściach zasięgu. Żywią się głównie ziarnem, również zbóż, a wśród ludzi również odpadkami. Okres lęgowy współwystępuje z opadami deszczu. Po około 16 dniach wysiadywania zazwyczaj klują się 3 lub 4 młode.

## Taksonomia
Po raz pierwszy gatunek opisał Louis Pierre Vieillot w 1817. Holotyp pochodził z Senegalu, choć Vieillot błędnie wskazał Stany Zjednoczone; pomyłkę sprostował Lafresnaye w 1839. Autor nadał nowemu gatunkowi nazwę Fringilla grisea. Obecnie (2019) Międzynarodowy Komitet Ornitologiczny (IOC) umieszcza wróbla siwogłowego w rodzaju Passer. Wyróżnia 3 podgatunki, podobnie jak autorzy Handbook of the Birds of the World.
Sporna jest kwestia odrębności wróbla siwogłowego względem niektórych taksonów. Dawniej bywał łączony w jeden gatunek wraz z wróblem bladym (P. diffusus), przykładowo w Check-list of birds of the world (1962). Jeden z jego podgatunków, P. diffusus mosambicus van Someren, 1921 bywa czasem uznawany za podgatunek wróbla siwogłowego, między innymi przez The Birds of Malawi: An Atlas and Handbook (2006). Status podgatunku P. diffusus stygiceps Clancey, 1954 pozostaje niejasny. Sugerowano, że mogą to być ciemniejsze osobniki podgatunku nominatywnego, u którego przedstawicieli klinowo zachodzi zmiana ubarwienia, lub że są to hybrydy P. d. stygiceps i P. griseus ugandae. Do bardziej szczegółowej systematyki potrzebne są dalsze badania na temat granic zasięgów tych dwóch taksonów.
Sporna jest pozycja wróbli: szarego (P. (g.) swainsonii), papugodziobego (P. (g.) gongonensis) i suahilijskiego (P. (g.) suahelicus). Autorzy HBW uznają je za odrębne gatunki, podobnie jak Międzynarodowy Komitet Ornitologiczny. Klasyfikację tę zaproponowali Hall i Moreau (1970), podtrzymał później Denis Summers-Smith (The Sparrows. A study of the genus Passer, 1988). Kompletna lista ptaków świata traktuje te taksony jako podgatunki wróbla siwogłowego. Przedstawiciele tych podgatunków nie krzyżują się ze sobą przynajmniej w niektórych spośród miejsc, w których ich zasięgi występowania nachodzą się. U żadnego z nich nie występuje w upierzeniu dymorfizm płciowy. Niewiele różnią się upierzeniem, choć są to różnice znaczące. Ash, Atkins i Atkins (2009) określili kwestię systematyki podgatunków wróbla siwogłowego jako skomplikowaną, pogmatwaną i nierozstrzygniętą.

## Podgatunki i zasięg występowania
BirdLife International szacuje zasięg występowania wróbla siwogłowego, z wyłączeniem trzech spornych podgatunków, na 18,8 mln km². Obejmuje tereny położone na południe od równoleżnika 18°N. IOC wyróżnia następujące podgatunki:
- P. g. griseus (Vieillot, 1817) – obszar od Senegalu i południowej Mauretanii na wschód po Wybrzeże Kości Słoniowej oraz środkowy i południowy Sudan, dalej na południe po północny Gabon i skrajnie północną część Republiki Środkowoafrykańskiej; również Bioko[4]
- P. g. laeneni Niethammer, 1955 – wschodnie Mali i Burkina Faso na wschód po zachodni Sudan (Darfur), dalej na południe po północny Kamerun[4]
- P. g. ugandae Reichenow, 1904 – północna Erytrea, zachodnia Etiopia i południowo-wschodni Sudan na południe po południowy Gabon[4], wschodnie Kongo, Demokratyczną Republikę Konga[11], Angolę, skrajnie północną część Namibii (pierwsza obserwacja, z 1997, miała miejsce w skrajnie północno-wschodniej części – na rzecznej wyspie Impalila[17]; BirdLife International na mapie podaje zarówno skrajnie północną, jak i skrajnie wschodnią lokalizację[15]), Zambię, północno-zachodnie i północne Zimbabwe, Malawi oraz środkową i północno-wschodnią Tanzanię[4]

Taksony sporne, traktowane jako podgatunki na Kompletnej liście ptaków świata:
- wróbel szary[13], P. (g.) swainsonii (Rüppell, 1840) – Erytrea, Etiopia, Dżibuti, północna Somalia, wschodni Sudan Południowy i północna Kenia; stwierdzony także w północnym Sudanie (Port Sudan)[18]
- wróbel papugodzioby[13], P. (g.) gongonensis (Oustalet, 1890) – skrajnie południowo-wschodnia część Sudanu Południowego, południowa Etiopia, południowa Somalia, skrajnie wschodnia część Ugandy, większa część Kenii oraz skrajnie północno-wschodnia część Tanzanii[19]
- wróbel suahilijski[13], P. (g.) suahelicus Reichenow, 1904 – Kenia i północna Tanzania na południe po północno-zachodnią Tanzanię; zasięg nieregularny[20]

## Morfologia
Długość ciała wynosi 14–15 cm, masa ciała 18–43 g. Dalszy opis dotyczy podgatunku nominatywnego, jeśli nie zaznaczono inaczej. W upierzeniu nie występuje dymorfizm płciowy. Głowa i szyja popielatoszare, obecna nieco ciemniejsza maska zachodząca na oko. Policzki jaśniejsze od reszty głowy. Płaszcz i górna część grzbietu szarobrązowe, niepokryte paskami. Niższa część grzbietu i kuper nieco jaskrawsze, czerwonobrązowe. Ogon brązowy. Skrzydła brązowe z czerwonawocynamonową plamą na barkówkach. Końcówki pokryw skrzydłowych średnich są białe, tworzą niewielką plamę na skrzydle. Plama ta jest osobniczo zmienna, bywa trudna do dostrzeżenia lub całkiem nieobecna. Spód ciała częściowo jasnoszary, na brzuchu bieleje. Na brodzie i gardle ulokowana jest dobrze widoczna biała plama o prostokątnym kształcie. Tęczówka jasnobrązowa. Nogi szarobrązowe, czasami w nieco różowym odcieniu. Barwa dzioba opisywana różnie, niekiedy sprzecznie. U młodocianych dziób ma barwę rogu, u dorosłych – czarną u większości osobników. Prawdopodobnie wbrew dawnym doniesieniom u ptaków dorosłych nie zmienia się wraz z nadejściem sezonu lęgowego.
Osobniki młodociane upierzone są podobnie do dorosłych, lecz na płaszczu mają popielate pasy i brakuje im białej plamy na skrzydle. Ponadto ich upierzenie jest ogółem bardziej brązowe i matowe. Przedstawicieli P. g. laeneni wyróżnia znacznie jaśniejsze upierzenie w porównaniu do ptaków podgatunku nominatywnego. Spód ciała jest u nich biały (przez co nie widać białej plamy na gardle), głowa i kark – jasnoszare, grzbiet – płowy, kuper – piaskowożółty. Reprezentantów P. g. ugandae cechuje ciemniejszy zarówno wierzch, jak i spód ciała. Upierzenie głowy zdaje się nieco szarobrązowe, wierzch ciała – rdzawy, zaś biały śliniak – słabiej widoczny.
PierzenieWedług informacji z lat 20. XX wieku w zachodnim Sudanie pierzenie odbywa się w marcu (okres lęgowy trwa tam w październiku i listopadzie). W Regionie Centralnym Malawi wróble siwogłowe pierzą się głównie od czerwca do listopada.

## Ekologia i zachowanie
Prawdopodobnie wróble siwogłowe pierwotnie zamieszkiwały otwarte zakrzewione tereny i trawiastą sawannę z porozrzucanymi drzewami. Współcześnie najczęściej spotykane są w środowiskach pochodzenia antropogenicznego – na obszarach upraw, na wsiach i w miastach. Szczególnie pospolite są w miejscach, gdzie utrzymuje się konie. Rozprzestrzenianie się ludzi umożliwiło wróblom siwogłowym poszerzenie swojego zasięgu występowania, w tym poprzez wylesianie pod budowę torów kolejowych, co wróblom umożliwiło penetrację lasów i dostęp do przecinek. W części zasięgu wróble siwogłowe występują jednak z dala od ludzkich siedzib. Przykładowo w zachodniej Etiopii i Kenii zasiedlają świetliste lasy. Północna część zasięgu wróbli siwogłowych przylega do obrzeży pustyń. W tych regionach ptaki te zamieszkują stosunkowo wilgotne środowiska. Przedstawiciele podgatunku P. g. laeneni są znacznie lepiej przystosowani do pustynnego klimatu i równie chętnie wybierają swoje „rodzime” środowiska, jak i te związane z obecnością człowieka. Ptaki podgatunku nominatywnego wybierają za to obszary o większej rocznej sumie opadów niż wróble papugodziobe (P. (g.) gongonensis), przynajmniej na Półwyspie Somalijskim.
W części zasięgu obejmującej trzy powszechnie akceptowane podgatunki wróble siwogłowe odnotowywane były do 2000 m n.p.m. Przedstawiciele P. g. ugandae w północno-zachodniej Etiopii i zachodniej Erytrei występują do 1200 m n.p.m. (na wybrzeżu Erytrei pojawiają się i na poziomie morza); w północno-zachodniej Erytrei wróble szare (P. (g.) swainsonii) są za to nieobecne poniżej 1200 m n.p.m. Ogółem wróble szare były stwierdzane na maksymalnie 4500 m n.p.m. (Wyżyna Abisyńska), choć na samym Półwyspie Somalijskim najpowszechniej występują do 3000 m n.p.m. W Malawi wróble siwogłowe stwierdzano od 40 do 1750 m n.p.m., jednak część obserwacji mogła dotyczyć wróbli bladych (P. diffusus) ze względu na trudność odróżnienia przedstawicieli tych gatunków ptaków w terenie. W Kenii obserwowano gniazdowanie przeważnie w regionach położonych powyżej 500 m n.p.m., lecz może to być jedynie pozorna prawidłowość wynikająca ze zbyt małej liczby obserwatorów.
Wróble siwogłowe są niepłochliwe. Często widuje się je, gdy skaczą po ulicach miasteczek czy przesiadują na dachach domów. Są głośne i zaczepne. Choć ogólnie są opisywane jako towarzyskie, gniazdują w niewielkich koloniach i łączą się w stada liczące do 20–50 osobników, to nierzadko zdarzają się obserwacje i pojedynczych par. G. Morel zaobserwował różnorodność w zachowaniach wróbli siwogłowych w Senegalu: w raczej wilgotniejszych południowych rejonach kraju są towarzyskie, zaś w północnych, bardziej pustynnych rejonach są terytorialne i gniazdują parami, w odosobnieniu. Podobne obserwacje poczynił Brosset w północno-wschodnim Gabonie, gdzie pary broniły terytoria wielkości kilkuset metrów kwadratowych.
W regionach, gdzie wróble siwogłowe pojawiają się w stadach, pozostają one razem również podczas żerowania na ziemi czy odpoczynku na drzewach. Przesiadują wspólnie również na wsiach czy w gęstych zaroślach na ich obrzeżach. Poza sezonem lęgowym mogą opuszczać swoje typowe środowiska i wędrować po tych bardziej otwartych, jak tereny upraw czy mokradła.
Dorosłe wróble siwogłowe żywią się głównie ziarnem, zarówno dzikich traw, jak i zbóż (w tym ryżu), choć zjadają również małe owoce i owady, którymi karmią pisklęta. Wśród nich stwierdzono termity, latające mrówki, prostoskrzydłe (Orthoptera), ważki (Odonata), modliszki (Mantodea) oraz gąsienice i dorosłe motyle (Lepidoptera). W Ghanie odnotowano w diecie również kwiaty akacji. W miastach są niemalże wszystkożerne, zjadają również chleb, owoce i inne odpadki z gospodarstw domowych. Rano przybywają pod okna domostw, by zjadać martwe owady leżące pod nimi, zwabione światłem w nocy. Badanie prowadzone w Burundi nie wykazało sezonowej zmiany składu pożywienia u wróbli siwogłowych.

### Lęgi
Wróble siwogłowe ogółem w całym zasięgu gniazdują przez cały rok, przy czym w poszczególnych regionach okres lęgowy współwystępuje z opadami deszczu. Na obszarach nawadnianych może on być wydłużony lub rozród może się odbywać w porze suchej. Lęgi stwierdzano w poszczególnych państwach w następujących okresach roku:

- Senegal: lipiec–listopad[31]
- Gambia: marzec–listopad[31]
- Nigeria: lipiec–kwiecień[31]
- Kamerun: styczeń, lipiec–październik[31]
- Gabon: kwiecień–lipiec[31]
- Niger: lipiec–czerwiec, wrzesień–październik[31]
- Mali: październik–listopad[31]
- Sudan: sierpień–październik[31]
- Etiopia i Erytrea: głównie kwiecień–maj i wrzesień–październik, lecz lęgi stwierdzano cały rok[14]
- Kenia: październik–kwiecień u podgatunku nominatywnego[31]; styczeń, marzec–lipiec i październik–listopad u wróbli papugodziobych P. (g.) gongonensis[32]
- Tanzania: luty–maj, lipiec–sierpień, październik–listopad[31]
- Uganda: kwiecień–sierpień[31]
- Demokratyczna Republika Konga: lipiec–kwiecień[31]
- Zambia: lipiec–kwiecień, największa ilość zniesień od stycznia do kwietnia[30]
- Malawi: styczeń–kwiecień i lipiec–wrzesień[31]; według jednego ze źródeł najwięcej zniesień przypada na styczeń, luty i kwiecień[10]

Wróble siwogłowe zazwyczaj gniazdują w miasteczkach lub w ich pobliżu. Gniazdo przypomina bezładną masę, utworzone jest głównie z traw, jest zadaszone. Wyściółkę stanowią pióra, często pochodzące od drobiu. Umiejscowione jest w rozmaitych zagłębieniach – w dziuplach i szczelinach w konarach drzew (często w starych gniazdach wąsali i dzięciołów), pod strzechą, pod wystającymi dachami, w otworach w słupach linii wysokiego napięcia, w słupkach ogrodzeniowych oraz w starych gniazdach jerzyków małych (Apus affinis) i jaskółek rdzawobrzuchych (Cecropis semirufa). Wróble siwogłowe mają, przynajmniej w Malawi, znacznie szersze preferencje w kwestii miejsc na gniazdo w porównaniu do wróbli domowych. W Etiopii znaleziono raz gniazdo z trzema pisklętami zbudowane 35 cm w głąb lufy radzieckiego czołgu. W budowie gniazda uczestniczą obydwa ptaki z pary.
Zniesienie liczy zwykle 3 lub 4 jaja (sporadycznie 2; według jednego ze źródeł może ich być do 9). W całym zasięgu nie obserwowano dużej zmienności w liczbie jaj w lęgu. Średnie wymiary 103 jaj z południowej Afryki: 19,2 na 14,3 mm (17–21,3 na 13,1–15,2 mm). Inkubacja trwa około 16 dni. Wysiaduje jedynie samica. Obydwoje rodzice uczestniczą w karmieniu młodych, które w pełni opierzają się po 13–17 dniach życia. Opuszczają gniazdo po blisko 19 dniach życia. Przynajmniej do 1988 nie była znana długość życia wróbli siwogłowych na wolności. Dwa osobniki w niewoli przeżyły 11 lat.

## Status i zagrożenia
IUCN uznaje wróbla siwogłowego za gatunek najmniejszej troski nieprzerwanie od 1988 (stan w 2019). BirdLife International ocenia trend liczebności populacji jako stabilny ze względu na brak dowodów na spadek liczebności populacji czy istnienie znaczących zagrożeń. Według autorów HBW Alive w Nigerii odnotowano zagęszczenie 5 osobników/ha. Zasięg gatunku poszerza się w kierunku wschodnim i południowo-wschodnim (nie podano daty; dostęp: 2019). Trzy taksony sporne (swainsonii, gongonensis i suahelicus) IUCN traktuje jako osobne gatunki, każdy z nich również zalicza do kategorii najmniejszej troski, a trend ich liczebności uznaje za stabilny.